# Parahyba Foot Ball Club
O  Parahyba Foot Ball Club foi um clube brasileiro de futebol da cidade de João Pessoa, no estado da Paraíba. Foi a primeira equipe do estado já fundada e a conseguir um título. Teve esse nome em homenagem ao estado da Paraíba que em 1900 se chamava Parahyba. Foi campeão do Campeonato Paraibano de Futebol do ano de 1908, na sua primeira edição, após isso a situação do clube foi desconhecida e o clube se qualifica como extinto.